# Kabinet-Leone II
Het kabinet–Leone II was de Italiaanse regering van 24 juni 1968 tot 12 december 1968. Het kabinet werd gevormd door de politieke partij Democrazia Cristiana (DC) na de parlementsverkiezingen van 1968 met Giovanni Leone als premier.

## Kabinet–Leone II (1968)
| Ambtsbekleder           | Ambtsbekleder             | Ambtsbekleder                         | Functie                                  | Ambtstermijn     | Ambtstermijn     | Partij |
| ----------------------- | ------------------------- | ------------------------------------- | ---------------------------------------- | ---------------- | ---------------- | ------ |
|                         | Giovanni Leone            | Giovanni Leone (1908–2001)            | Premier                                  | 24 juni 1968     | 12 december 1968 | DC     |
|                         | Luigi Michele Galli       | Luigi Michele Galli (1924–2001)       | Secretaris- generaal                     | 24 juni 1968     | 12 december 1968 | DC     |
|                         | Franco Restivo            | Franco Restivo (1911–1976)            | Minister van Binnenlandse Zaken          | 24 juni 1968     | 16 Februari 1972 | DC     |
|                         | Giuseppe Medici           | Giuseppe Medici (1907–2000)           | Minister van Buitenlandse Zaken          | 24 juni 1968     | 12 december 1968 | DC     |
|                         | Mario Ferrari Aggradi     | Mario Ferrari Aggradi (1916–1997)     | Minister van Financiën                   | 24 juni 1968     | 12 december 1968 | DC     |
| Minister van het Budget | Mario Ferrari Aggradi     | Mario Ferrari Aggradi (1916–1997)     |                                          | 24 juni 1968     | 12 december 1968 | DC     |
|                         | Emilio Colombo            | Emilio Colombo (1920–2013)            | Minister van de Schatkist                | 20 juni 1963     | 5 augustus 1970  | DC     |
|                         | Guido Gonella             | Guido Gonella (1905–1982)             | Minister van Justitie                    | 24 juni 1968     | 12 december 1968 | DC     |
|                         | Giulio Andreotti          | Giulio Andreotti (1919–2013)          | Minister van Economische Zaken           | 24 februari 1966 | 12 december 1968 | DC     |
|                         | Luigi Gui                 | Luigi Gui (1914–2010)                 | Minister van Defensie                    | 24 juni 1968     | 27 maart 1970    | DC     |
|                         | Ennio Zelioli-Lanzini     | Ennio Zelioli- Lanzini (1899–1976)    | Minister van Volksgezondheid             | 24 juni 1968     | 12 december 1968 | DC     |
|                         | Giacinto Bosco            | Giacinto Bosco (1905–1997)            | Minister van Arbeid en Sociale Zaken     | 24 februari 1966 | 12 december 1968 | DC     |
|                         | Giovanni Battista Scaglia | Giovanni Battista Scaglia (1910–2006) | Minister van Onderwijs                   | 24 juni 1968     | 12 december 1968 | DC     |
|                         | Oscar Luigi Scalfaro      | Oscar Luigi Scalfaro (1918–2012)      | Minister van Transport                   | 24 februari 1966 | 12 december 1968 | DC     |
|                         | Lorenzo Natali            | Lorenzo Natali (1922–1989)            | Minister van Infrastructuur              | 24 juni 1968     | 12 december 1968 | DC     |
|                         | Giacomo Sedati            | Giacomo Sedati (1921–1984)            | Minister van Landbouw                    | 24 juni 1968     | 12 december 1968 | DC     |
|                         | Angelo De Luca            | Angelo De Luca (1907–1975)            | Minister van Communicatie                | 24 juni 1968     | 12 december 1968 | DC     |
|                         | Domenico Magri            | Domenico Magri (1903–1983)            | Minister van Toerisme                    | 24 juni 1968     | 12 december 1968 | DC     |
|                         | Crescenzo Mazza           | Crescenzo Mazza (1910–1996)           | Minister voor Parlementaire Betrekkingen | 24 juni 1968     | 24 februari 1969 | DC     |
|                         | Lorenzo Natali            | Lorenzo Natali (1922–1989)            | Minister voor de Koopvaardij             | 24 februari 1966 | 12 december 1968 | DC     |
|                         | Giorgio Bo                | Giorgio Bo (1905–1980)                | Minister voor Staats- deelnemingen       | 26 juli 1960     | 12 december 1968 | DC     |
|                         | Attilio Piccioni          | Attilio Piccioni (1892–1976)          | Minister zonder portefeuille             | 5 december 1963  | 12 december 1968 | DC     |

De Gasperi II · De Gasperi III · De Gasperi IV · De Gasperi V · De Gasperi VI · De Gasperi VII · De Gasperi VIII · Pella · Fanfani I · Scelba · Segni I · Zoli · Fanfani II · Segni II · Tambroni · Fanfani III · Fanfani IV · Leone I · Moro I · Moro II · Moro III · Leone II · Rumor I · Rumor II · Rumor III · Colombo · Andreotti I · Andreotti II · Rumor IV · Rumor V · Moro IV · Moro V · Andreotti III · Andreotti IV · Andreotti V · Cossiga I · Cossiga II · Forlani · Spadolini I · Spadolini II · Fanfani V · Craxi I · Craxi II · Fanfani VI · Goria · De Mita · Andreotti VI · Andreotti VII · Amato I · Ciampi · Berlusconi I · Dini · Prodi I · D'Alema I · D'Alema II · Amato II · Berlusconi II · Berlusconi III · Prodi II · Berlusconi IV · Monti · Letta · Renzi · Gentiloni · Conte I · Conte II · Draghi · Meloni